# José de Almada
D. José de Almada (Lisboa - Caldas da Rainha, 1709) foi um prelado português.

## Biografia
Nascido em Lisboa no seio da alta nobreza, era filho de D. Luís de Almada, 11.º senhor dos Lagares d´El-Rei, um dos Quarenta Conjurados e da sua 2.ª mulher, D. Luísa de Menezes, filha herdeira de Francisco de Menezes, por alcunha o Barrabás, alcaide-mor e comendador de Proença e de Moncorvo, e de Filipa de Menezes, por sua vez filha de Cristóvão de Almada, provedor da Casa da Índia, comendador da Ordem de Cristo, e de D. Luísa de Melo, senhora de Carvalhais, Ílhavo, Verdemilho, Ferreiros, Avelãs, e outras, com seus padroados, filha herdeira de André Pereira de Miranda.
Formou-se em cânones na Universidade de Coimbra.
Foi chantre da Sé de Viseu, arcipreste da Sé de Lisboa e sumilher de cortina dos reis D. Pedro II e D. João V.
Morreu nas Caldas da Rainha em 1709.